# Plectrochilus diabolicus
Plectrochilus diabolicus är en fiskart som först beskrevs av Myers 1927.  Plectrochilus diabolicus ingår i släktet Plectrochilus och familjen Trichomycteridae. Inga underarter finns listade i Catalogue of Life.